# Star for Life (Estrella de Vida)

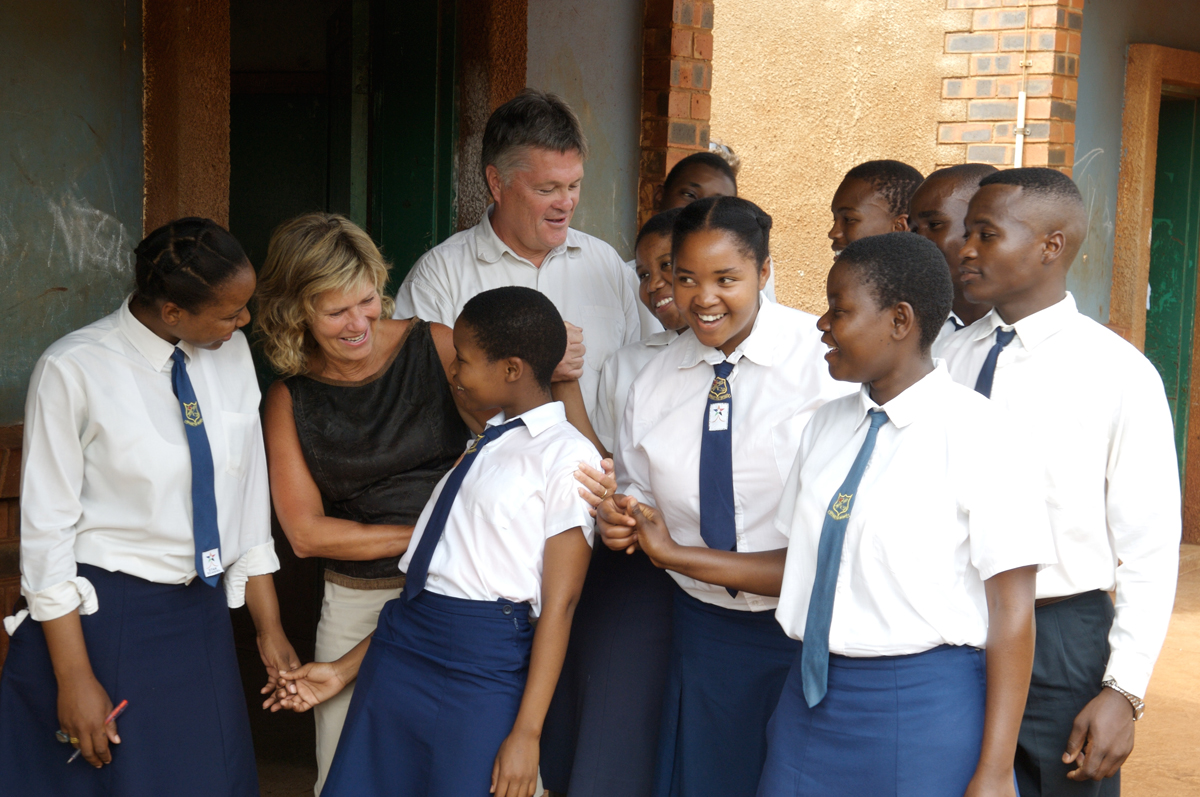
Dan Olofsson i la seua esposa Chistin parlant amb l'alumnat d'Star for Life (Estrella de Vida).

Star for Life (abans coneguda com a Star School) (Escola de l'Estrella) és un programa escolar suec organitzat com a entitat sense fins lucre que es va crear a Sud-àfrica per a evitar la propagació de la SIDA. La idea fou concebuda per l'empresari suec Dan Olofsson i la seua esposa Chistin. El seu objectiu fou ajudar els joves africans a realitzar els seus somnis i a donar-los suport per tal que puguen viure una vida lliure de la SIDA, abstenint-se de mantenir pràctiques sexuals insegures.
Més de 60.000 joves són educats en la prevenció de la SIDA per Star for Life Sud-àfrica i Namíbia. Aquests joves són estudiants de les 62 escoles dirigides allí per Star for Life. La primera escola començà a la tardor del 2005 a la província sud-africana de KwaZulu-Natal. Olofsson va sufragar ell mateix les despeses (15 milions de corones) d'aquesta escola; la resta de les escoles foren sostingudes per patrocinadors. Es va crear un fons per al programa i, a patir del 2008, s'havien aconseguit 55 milions de corones de part de donacions de diversos líders de la companyia sueca tals com Stefan Persson (H&M) i AB Volvo.
Alf Svensson, una de les persones que estan darrere de Star for Life, va fer un comentari sobre els consells que els donen als joves en el programa: “En qüestió de sexe segur o no tenir relacions sexuals en absolut, els resultats han estat fantàstics. Hem reduït la quantitat d'embarassos adolescents de manera significativa."
El programa de l'escola té una durada de tres anys i utilitza colors, art, música, i esports com a parts importants de l'educació. També treballen amb l'enfortiment de l'autoestima dels xiquets de l'escola a través d'entrenaments i a través de donar suport. A molts joves sud-africans se’ls ha donat l'oportunitat de viatjar a Suècia per a participar en concerts per tal de recaptar fons per al programa. Aquests concerts ajuden als joves a enfortir la seva autoestima. La banda sueca Triple & Touch ha realitzat diversos concerts amb joves africans per recolzar a Star for Life. A més de la música, es van crear diversos equips de futbol Àfrica com a part del programa.
Star for Life ha rebut el suport de Mandala Mandela, net de Nelson Mandela, qui va ajudar a recaptar fons per al projecte quan va ser a Suècia a la fi del 2009. El logotip de Star for Life va estar a la pitrera de la camiseta del club de futbol professional Malmö FF durant la temporada de 2009 de la Allsvenskan. Els patrocinadors de Star for Life de Malmö, es van reunir per a sostenir l'equip de futbol i les obres de caritat.
Olofsson va rebre el premi Global Business Coalition en el 2008 per Star for Life. Entre els 700 convidats a la cerimònia d'entrega de premis va estar el Secretari General de les Nacions Unides, Ban Ki-moon, qui va elogiar el programa.

## Logo deStar for Life
El logotip de Star for Life és una estrella de colors en groc, roig, negre, verd i blau sobre un fons blanc. Esta estrella de la vida simbolitza un home de peu amb els braços estesos. Un recordatori sobre el fet que tot el món és una estrella que pot decidir sobre les seus pròpies vides. Cada etiqueta estrella i el color també té una funció simbòlica:
- Groc: Somnis. “Aniré a pels meus somnis. Aposte pels meus somnis. Per tal d'enfrontar-los he d'escoltar el que hi ha dins de mi i el que hi ha de millor en mi. Em sent orgullós de mi mateixa i sent el meu poder per tal que els meus somnis es facen realitat”.
- Rojo: Llibertat enfront de la SIDA. “Estic lliure de la SIDA. No m’expose a riscos innecessaris”.
- Negre: Decisió. “Jo puc decidir sobre la meua vida. Està bé no tenir relacions sexuals. Jo tinc cura de mi i em faig responsable de les meues accions”.
- Verd: Compromís. “Estic compromés. He pres una posició i em compromet. Enganyar o fer trampes, únicament pot tornar-se en contra dels meus somnis. Sóc honest amb mi mateixa i faig tot l'esforç possible en el meu treball escolar”.
- Blau. Constància. “Faré tot el possible. Em vaig posar les meues pròpies metes i sé que puc arribar a aconseguir-les. Pot ser no directament però, el que faig hui, m’ajudarà a arribar a les meues metes demà. Jo sóc constant i decidit, i sé que he d'anar amb compte amb els obstacles que poden sorgir en el camí”.